# Hungaroton

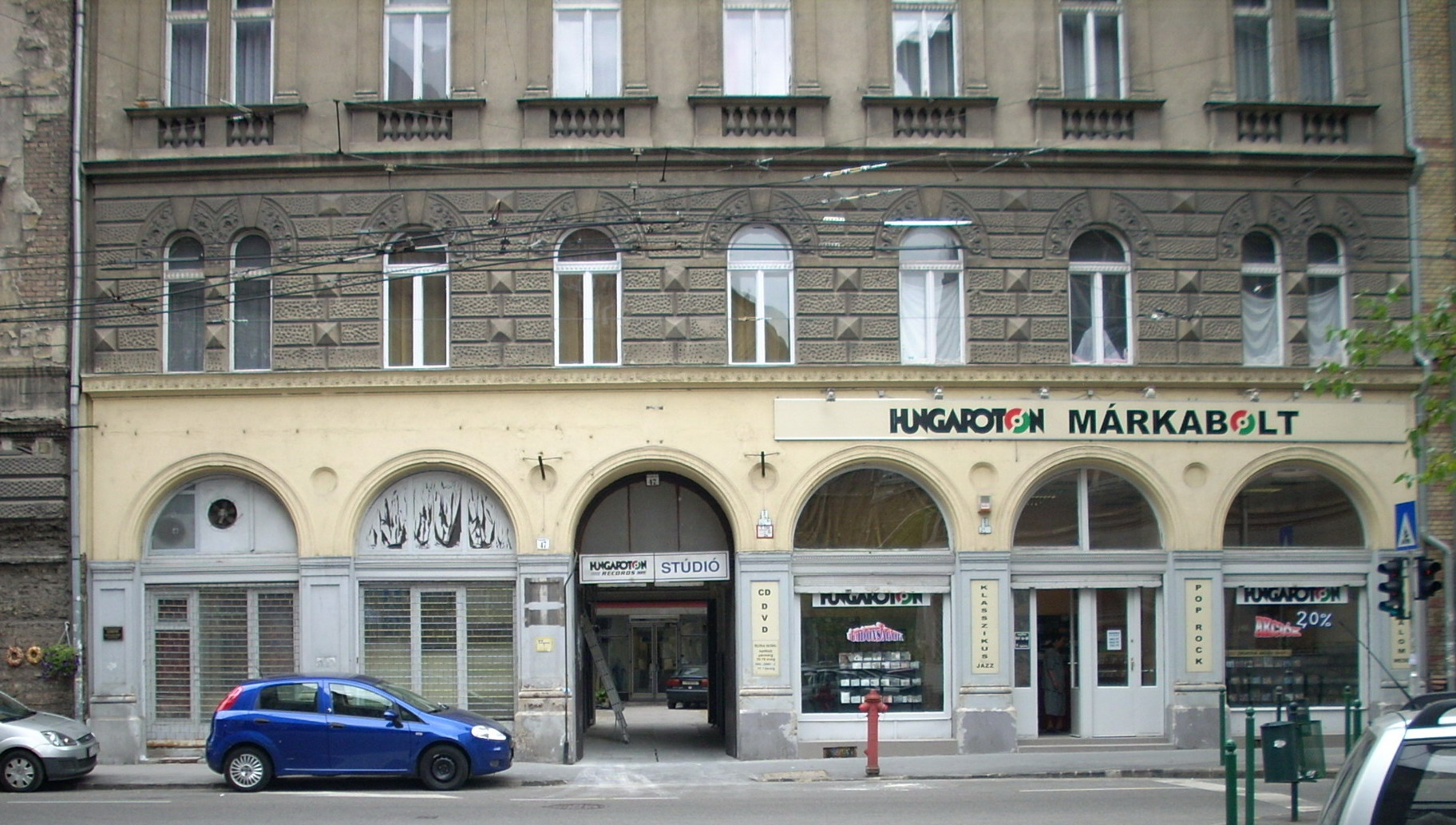
Studio van Hungaroton in Boedapest

Hungaroton is een Hongaars platenlabel en muziekuitgeverij, die vanaf 1951 zo'n veertig jaar lang het enige Hongaarse bedrijf op dit gebied was. De enige concurrenten waren labels uit andere toenmalige socialistische landen: Melodiya, Supraphone en Eterna. het heette aanvankelijk Qualiton, maar veranderde in het midden van de jaren zestig van naam. Het was toen een label voor operette en zigeunermuziek, maar het richtte ook speciale sublabels op voor populaire muziek, rockmuziek en jazz, zoals Pepita en Bravó. Nadat de grenzen van Hongarije in de jaren negentig opengingen voor importen, kreeg de onderneming te kampen met dalende verkoopcijfers en werd het uiteindelijk geliquideerd. Hierna ontstonden nieuwe en kleinere ondernemingen. In 1995 werden Hungaroton Gong en Hungaroton Classic private ondernemingen, in 1998 gingen de twee weer samen verder onder de naam Hungaroton Records Publisher Ltd.  Deze onderneming brengt jaarlijks zo'n 150 nieuwe platen uit: klassieke muziek, popmuziek, jazz en bijvoorbeeld humor.